# Phường 12, Tân Bình
Phường 12 là một phường thuộc quận Tân Bình, Thành phố Hồ Chí Minh, Việt Nam.
Phường 12 có diện tích 1,44 km², dân số năm 2021 là 36.371 người,  mật độ dân số đạt 25.257 người/km².